# Maihuenia patagonica
Maihuenia patagonica là một loài thực vật có hoa trong họ Cactaceae. Loài này được (Phil.) Britton & Rose mô tả khoa học đầu tiên năm 1919.

## Hình ảnh

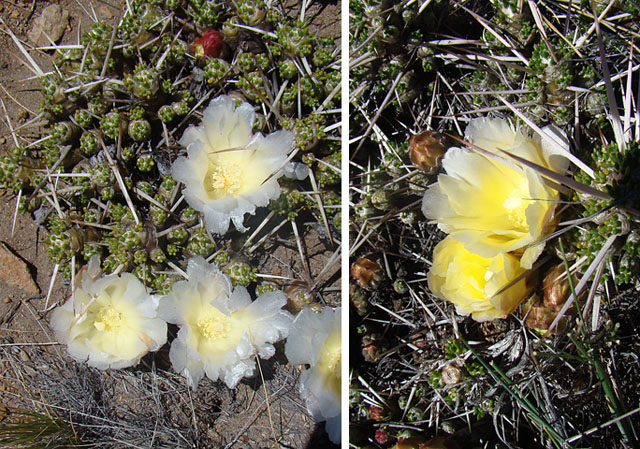
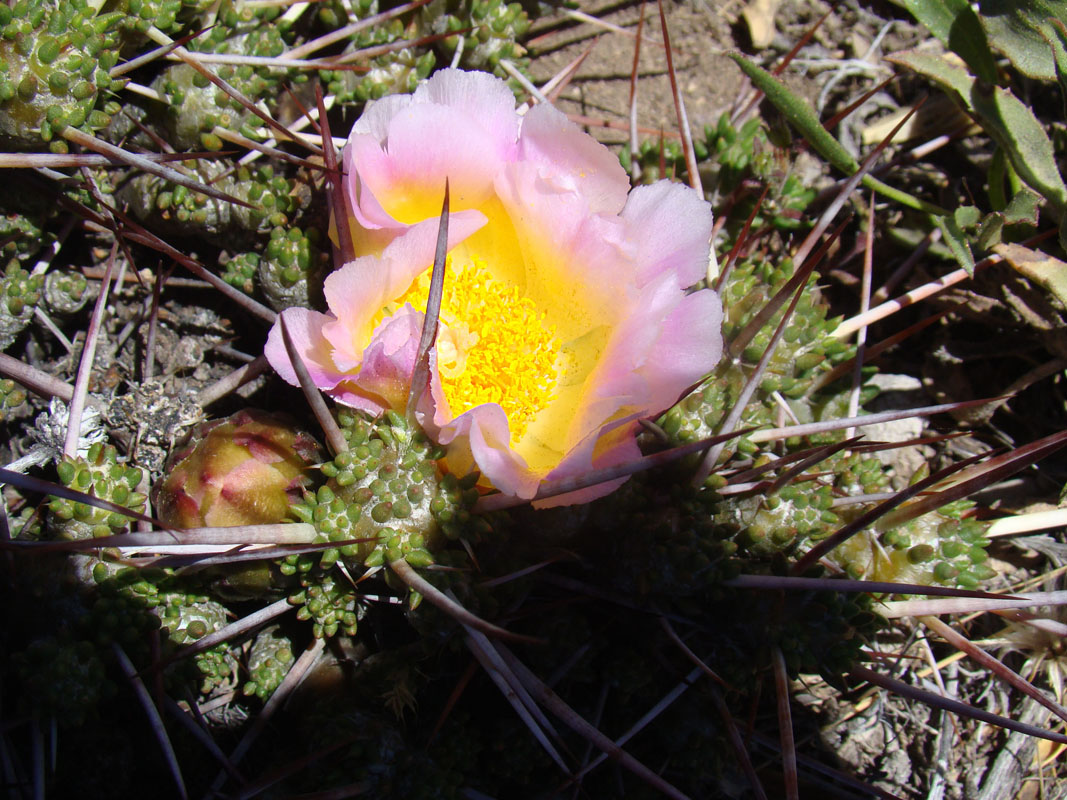
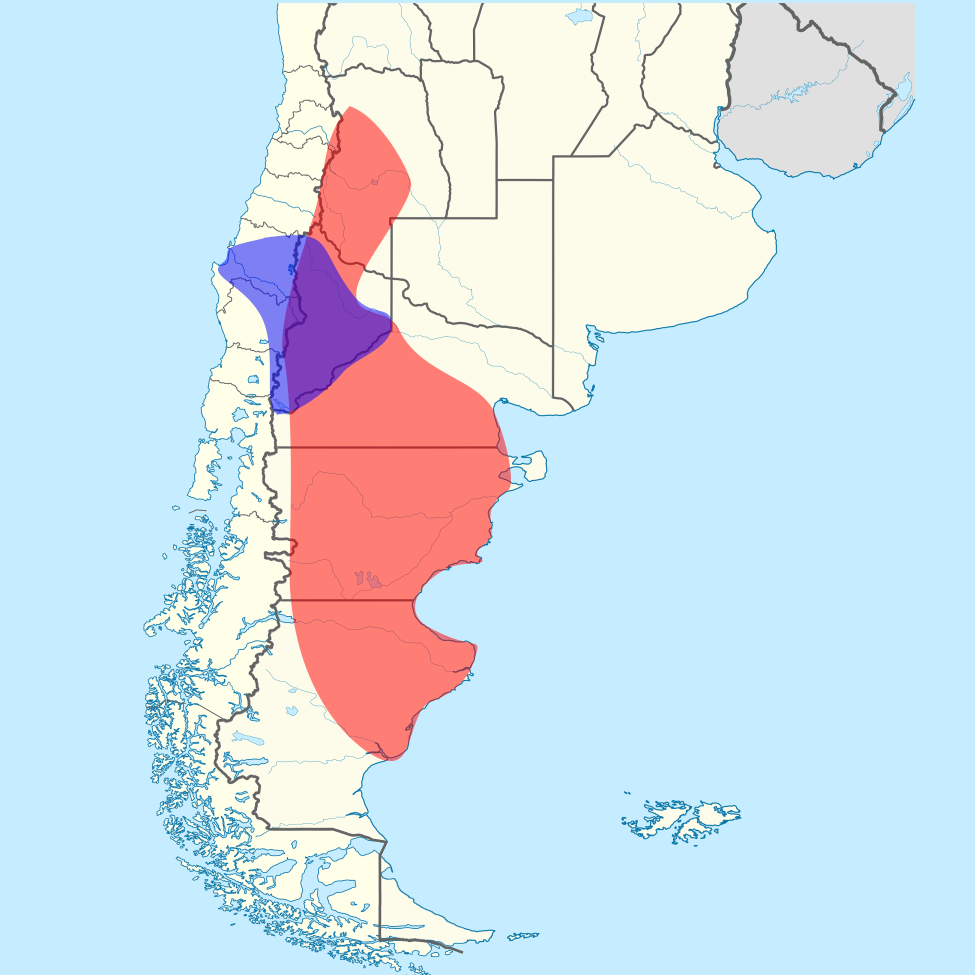